# Barrage de Ubol Ratana
Le barrage d'Ubol Ratana (prononcé : Ubon Rat), anciennement connu sous le nom de « barrage de Phong Neeb », est un barrage polyvalent à tambon Khok Sung, district d'Ubolratana, en Thaïlande environ 50 km au nord de Khon Kaen, province de Khon Kaen. C'était le premier projet d'énergie hydroélectrique développé dans la région de l'Isan, dans le nord est du pays. Le barrage retient la Nam Phong, qui se jette dans la rivière Chi puis dans la rivière Mun, un affluent du Mékong. Le barrage a reçu son nom actuel en 1966, par autorisation royale en l'honneur de la princesse Ubol Ratana, l'aîné des enfants du roi Bhumibol Adulyadej.

## Caractéristiques

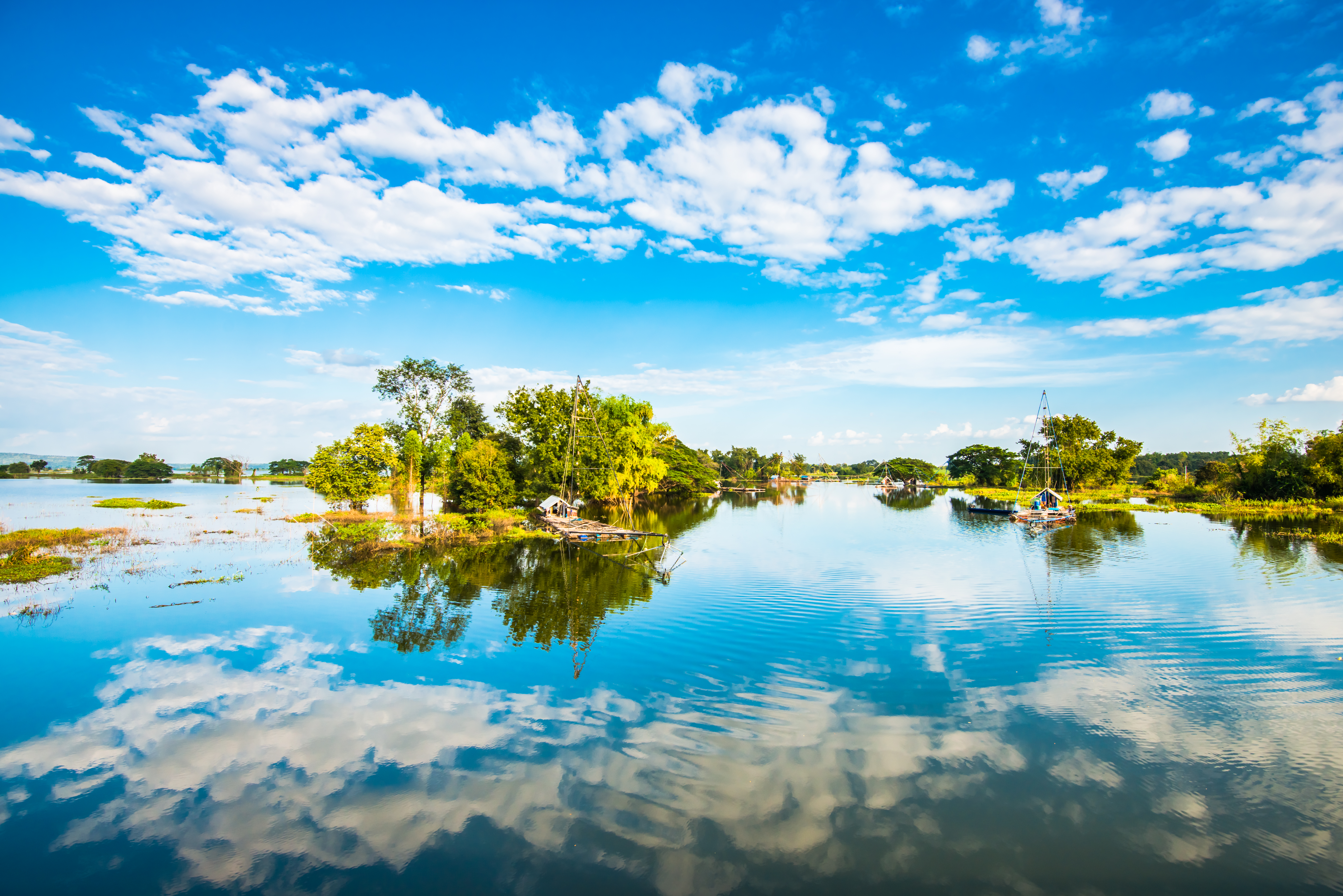
Le réservoir à l'intérieur du parc national de Nam Phong

Le barrage est polyvalent : production d'électricité, irrigation, contrôle des inondations, transport, pêche et attraction touristique. Il s'agit d'un barrage en enrochement à noyau de terre, construit en 1964. Sa longueur de crête est de 855 mètres, et 32 m (104,9868768 pi) de haut. Sa zone de chalandise est de 12,104 km2 (4,673380532536 mi2). Son réservoir a une capacité de stockage maximale de 2 263 000 m3.
Le barrage est géré par l'EGAT (Electricity Generating Authority of Thailand).

## Construction
Trente mille personnes ont été réinstallées pour faire place au grand réservoir accompagnant le barrage. Cette réinstallation a produit une forte diminution des surfaces boisées dans les bassins versants et une augmentation de l'érosion.
En 1984, le barrage a été modifié pour renforcer la sécurité du barrage et assurer une meilleure protection contre les inondations.

## Centrale électrique
La centrale électrique du barrage compte trois turbines, chacune d'une puissance installée de 8,4 kW. Le barrage génère en moyenne 57 GWh par an. L'exploitation des turbines a commencé respectivement le 4 février 1966, le 14 mars 1969 et le 12 juin 1968.

## Histoire
En avril 2016, le barrage s'est asséché pour la première fois depuis sa construction. Sans stockage utilisable, il ne peut pas fournir d'eau d'irrigation, ne peut pas produire d'électricité et sa population de poissons meurt. Son stockage utilisable s'élève à moins de 3,95 pour cent (le 4 avril 2016).
Le barrage d'Ubol Ratana est le premier barrage royal à s'assécher. Les autres barrages royaux sont :
- Barrage de Bhumibol : ouvert en 1964 au nord sur la rivière Ping, d'une capacité de 13 462 000 000 m3
- Barrage Sirindhorn : ouvert en 1971 au nord-est sur la rivière Lam Dom Noi, d'une capacité de  1 966 000 000 m3
- Barrage de Chulabhorn : ouvert en 1972 au nord-est sur la rivière Phrong, d'une capacité de 165 000 000 m3
- Barrage Sirikit : ouvert en 1974 au nord sur la rivière Nan, d'une capacité de  9 510 000 000 m3
- Barrage de Srinagarind : ouvert en 1980 à l'ouest sur la rivière Khwae Yai, d'une capacité de  17 745 000 000 m3
- Barrage de Vajiralongkorn : ouvert en 1984 à l'ouest sur la rivière Khwae Noi, d'une capacité de 8 100 000 m3

En raison de la sécheresse en cours, les barrages royaux sont fortement sollicités. Selon l'Hydro and Agro Informatics Institute, au 3 avril 2016, seize barrages thaïlandais étaient à des niveaux extrêmement bas de stockage de réservoir utilisable. Parmi les autres barrages royaux, le barrage Bhumibol est à quatre pour cent, le barrage Sirindhorn est à 10 pour cent, le barrage Srinagarind est à 11 pour cent, le barrage Sirikit est à 12 pour cent, le barrage Chulabhorn est à 13 pour cent et le barrage Vajiralongkorn est à 14 pour cent.